# SHIBUYA-AX
SHIBUYA-AX는 일본 도쿄도 시부야구에 위치한 대중음악 전문 공연장이다. 스탠딩 기준으로 1,697명, 좌석을 기준으로 757명을 수용할 수 있다. 덴츠. 니혼 TV 방송망이 사업에 참가했다.